# إلقاء اللوم على الضحايا (كتاب)
إلقاء اللوم على الضّحايا: المنح الدّراسيّة المزيّفة والمسألة الفلسطينيّة هو مجموعة من المقالات، تشارك في تحريرها كل من الباحث والمحامي الفلسطينيّ إدوارد سعيد والصّحفي المؤلف كريستوفر هيتشنز؛ ونُشر من قبل فيرسو بوكس في عام 1988م.
يحتوي الكتاب على مقالات كتبها كل من سعيد وهيتشنز بالإضافة للعديد من الناشطين والمحامين مثل إبراهيم أبو لغد، وجانيت أبو لغد، ونعوم تشومسكي، ونورمان فينكلشتاين، ورشيد خالدي.

## المقدمة
يقول سعيد في مقدّمته، أنّه يعتقد أنّ تأسيس إسرائيل حدث جزئيّاً لأن الإسرائيليين «حصلوا على السّيطرة» على الأرض، وجزئيّاً لأنهم كسبوا «المعركة السّياسيّة من أجل فلسطين في العالم الدّوليّ حيث الأفكار، والتمثيليّات، والخطابات».
يعود مرّة أخرى إلى هذا الموضوع، مشيراً إلى «هيمنة وجهة نظر الصّهيونيّة في الخطاب الثقافيّ الغربيّ...»، في وصفه لوجهة النظر هذه، ينوّه على ما يسمّيه «الحجج الصهيونيّة» المزعجة، التي غالباً ما تكون ناقدة بشكل صارخ. يقول سعيد أنه يوجد «خطابٌ صهيونيٌّ رسميٌّ»، و«عملٌ صهيونيٌّ غير رسميٍّ»، مشيراً إلى بعض الإشادة بـ«المؤرّخين التنقيحيّين» مثل توم سيغيف، وبيني موريس. سعيد ينتقد الصّهاينة الأمريكيين الذين «تملّقهم لإسرائيل يكاد يكون غير محدود».
يعتمد سعيد نمطاً واحداً في تصريحاته حول مؤيدي إسرائيل. إنهم «يستنسخون التوجه الرّسميّ للحزب على إسرائيل أو يلاحقون الجانحين الذين يهددون بإلإزعاج». إن منتقدي الصّهاينة ومعارضيهم «يعتبرون أنّ مهمتهم الأولى هي فكّ رموز الأساطير، ثم تقديم سجلّ الحقائق بطريقة محايدة قدر الإمكان». وجهة النظر الصّهيونيّة لما سبق «عَمّاها الغريب، ضعفها الأيديولوجيّ على أقل تقدير، تزييفها الواضح...» (ص 13). يذكر سعيد أن الكتابة الغربيّة المتخصصة بالشّرق الأوسط «تتأثر سلباً بالصّراع الصهيوني الفلسطينيّ». لقد تم الكثير من العمل من قبل العلماء والكُتّاب العرب الموهوبين، واليهود المعادين وغير المعادين للصهيونيّة، ولكن مازال هنالك الكثير من العمل الذي ينبغي فعله لكشف كل الأساطير.
وفي ختام تقديمه، يقول سعيد (ص 19):
| إلقاء اللوم على الضحايا (كتاب) | لقد قام الفلسطينيّون منذ عام 1974م بالعمل السياسيّ والتنظيميّ على مفهوم المجتمع المشترك للعرب واليهود في فلسطين..... يتم تقديم هذه المقالات من أجل خدمة هذا الهدف بالتّحديد. | إلقاء اللوم على الضحايا (كتاب) |

ينقسم كتاب إلقاء اللوم على الضحايا إلى أربعة أجزاء رئيسيّة، مع عدد من المقالات في كل جزء. والأجزاء هي (علاقة بيترز غير الشرعية، الأساطير القديمة والجديدة، البديل الليبراليّ، المنح الدراسية القديمة والحديثة).

## علاقة بيترز غير الشرعية
يحتوي هذا الجّزء من الكتاب على مقالتين، واحدة كتبها سعيد والأخرى من كتابة فينكلشتاين عن جوان بيترز وكتابها «من التاريخ السّحيق». أطروحة بيترز حول أنّ ما يحال إلى مشكلة اللاجئين الفلسطينيّين هو في الواقع تبادلٌ للسكّان نتج عن الحرب العربية الإسرائيلية عام 1948م، وأنّ العديد ممن جاؤوا ليعتبروا أنفسهم فلسطينيين، هم في الواقع مهاجرين إلى فلسطين من أجزاء أُخرى من العالم العربيّ في أوائل القرن العشرين.

## الأساطير القديمة والحديثة

### «البث» (كريستوفر هيتشنز)
تتعلّق قضيّة البث بما إذا كان السّكّان العرب الفلسطينيّون الذين تم طردهم من أراضيهم تم «تشجيعهم أو منعهم» من الفرار من قبل قيادتهم الفلسطينيّة عام 1948م. يشير هيتشينز إلى مقال بيني موريس «أسباب ورموز الهجرة العربيّة من فلسطين: تحليل خدمة المخابرات العسكريّة الإسرائيليّة في حزيران 1948م»، والذي نُشر لأول مرة في عام 1986م.
يتابع هيتشنز ليصف تبادل الرّسائل بين إيرسكاين تشايلدرز وجون كيمش في «المشاهد» بعد نشر مقالة تشايلدر في 12 أيار 1961م. ينوّه هيتشنز أن تشايلدرز مخادع بما فيه الكفاية ليتابع فحص القضيّة الأصليّة المنشورة في عام 1948م في ذي إيكونوميست والتي يستشهد بها لاحقاً ليدّعي أن أوامر الإخلاء العربيّة تمّت بالفعل. وتبيّن أنّ التقرير «الذي سبب مشاكلاً كثيرةً بعد بثّه على الهواء»، قد تم بثّه وكتابته في قبرص بعد أن اعتمد المراسل على مصدرٍ إسرائيليٍّ غير موثوق.
يختتم هيتشنز المقالة بتنويهه على أنّه أثناء كتابة المقالة لاحظ إعلاناً على صفحةٍ كاملةٍ من (CAMERA)، والذي يقول:

### الحقيقة حيث تعيش الأمم (بيرتز كيدرون)
في مقالته هذه، يتحدث الصحفيّ والمترجم الإسرائيليّ بيرتز كيدرون عن تعاونه مع الكنديّ بين دانكلمان في عام 1974م في كتابة السيرة الذاتيّة المزدوجة. قاتل دانكيلمان من أجل إسرائيل في الحرب العربيّة الإسرائيليّة عام 1948م كقائد للواء السابع، اللواء المدرّع الأشهر في إسرائيل. وشارك في عمليّة ديكل عن طريق قيادة اللواء السابع ووحداته المساندة أثناء التحرك لدخول مدينة النّاصرة بين 8 و18 تموز 1948م. بعد أن استسلمت المدينة وحصلت على الأمان مع وثيقةٍ رسميّةٍ تضمن سلامة المدنيين في الناصرة، جاء أمرٌ شفويّ لدانكيلمان بإجلاء كل المدنيين من الناصرة، ولكن دانكيلمان رفض الأمر. على الرغم من عدم رغبة دانكيلمان بذكر هذه الحادثة في الكتاب إلا أن كيدرون رأى أن هذه الحادثة ضرورية لتأكيد أن إسرائيل طردت العرب من فلسطين بالقوّة.
كما يتابع كيدرون القول بأنه في عام 1978 و1979م قام بترجمة مذكرات إسحاق رابين، جندي السلام، إلى الإنكليزيّة. وبهذه الطريقة حصل على جزء من مذكرات رابين والذي يتضمّن طرد العرب من اللّد والرملة في منتصف تمّوز في عام 1948م (عملية لارلار). في حين مرر المراقبون العسكريّون الإسرائيليّون المخطوطة إلى لجنة وزاريّة خاصّة من أجل إعادة صياغة عدّة أجزاء من المذكّرات، بما في ذلك الجزء الذي كتب فيه رابين هذا:
"ماذا سيفعلون مع 50.000 مدني في المدينتين... حتى بن غوريون لا يستطيع أن يحل الأمر، خلال النّقاش في مقرّ العمليات، بقي صامتاً، كما كانت عادته في مثل هذه المواقف. من الواضح أننا لن نتمكّن من ترك {اللّداويين} المعادين ومسلّحينا في القسم الخلفيّ من قواتنا، لأن هذا سيهدّد أمان طريق المؤن للجنود الذين يتقدّمون نحو الشّرق الخطر.
كرر ألون سؤاله: ما الذي يجب فعله مع السكان؟ لوّح بن غوريون بيده وقال: أخرجهم!.... كان هذا من أصعب الإجراءات التي قمنا بها، فسكّان اللّد لم يخرجوا عن طيب خاطر، لم يكن هناك طريقة لتجنّب استعمال العنف والطّلقات التحذيريّة من أجل جمع السكّان لمسافة 10 إلى 15 ميل حتى نقطة ملاقاة الفيلق. راقب سكّان الرّملة من بعيد وتعلّموا الدّرس. اتفق قادتهم على إجلاء السكّان طواعيّةً....".

### الإرهاب الشرق أوسطيّ والنّظام الأيديولوجيّ الأمريكيّ (نعوم تشومسكي)
مقال تشومسكي هو إدانة للعمليّات العسكريّة الإسرائيليّة والأمريكيّة خلال الثمانينات في الشّرق الأوسط وأميركا الوسطى بشكل متتالي. كما نقد دور الإعلام الغربيّ في تغطية هذه العمليّات وفي رسم صورة للعرب على أنّهم إرهابيين أصوليين؛ ويصف شمعون بيريز ورونالد ريغان بـ«اثنين من قادة الإرهاب في العالم» اللذان تشاركا نفس وجهة النّظر المزعومة للسلام، مستثنياً بشكل كلّي واحدة من المجموعتين اللتين تدعوان إلى الحق في حرية تقرير المصير.
يشير إلى الأمريكيين بأنّهم «عنصريين». كما يتحسّر لأنّ إسرائيل تحرم الفلسطينيّين من حق انتخاب ممثليهم في مفاوضات السّلام. ويقدّم وثائق لما يسمّيه «الفظائع» التي يرتكبها الإسرائيليّون، ويشبّه السّجون الإسرائيليّة بسجون الجستابو (الشرطة النازيّة السريّة).
يؤيد تشومسكي النظريّة القائلة بأنّ الإسرائيليين خلقوا وتلاعبوا في الصّراع بين المسيحيين والمسلمين في لبنان. ويشير تشومسكي إلى أن إسرائيل دولة عميلة ترث من سيّدها (الولايات المتحدة الأمريكيّة) حق «الإرهاب والتّعذيب والعدوان».
تشومسكي يحتقر بشكلٍ خاص المزاعم القائلة بأنّ انتقاد التكتيكات الإسرائيليّة هو مظهر من مظاهر معاداة السامية، ويقول أنّ هذه الاتّهامات خاطئة، وأنّ الإعلام ينحني إلى الوراء من أجل «رؤية الأشياء من المنظور الإسرائيليّ».